# 1925 у літературі

## Нагороди
- Нобелівську премію з літератури отримав англійський драматург і публіцист Бернард Шоу.

## Народились
- 19 січня — Ніна Боден, англійська романістка і дитяча письменниця.
- 20 січня — Ойген Гомрінгер, німецький письменник, поет.
- 21 січня — Ева Ібботсон,  британська письменниця, авторка книг для дітей і підлітків.
- 14 березня — Джон Вейн (письменник), англійський письменник (пом. 1994).
- 8 липня — Жан Ко, французький прозаїк, публіцист (помер у 1993).
- 26 липня — Ана Марія Матуте, іспанська письменниця «покоління п'ятдесятих років» (померла у 2014).

## Нові книжки
- Великий Гетсбі.
- Американська трагедія
- Голова професора Доуеля
- Місіс Делловей
- Таємниця замку Чимніз
- Фальшивомонетники